# بوني فاولر
بوني فاولر (بالإنجليزية: Bonnie Fuller)‏ هي صحفية أمريكية، ولدت في 8 سبتمبر 1956 في تورونتو في كندا.